# 公楽園

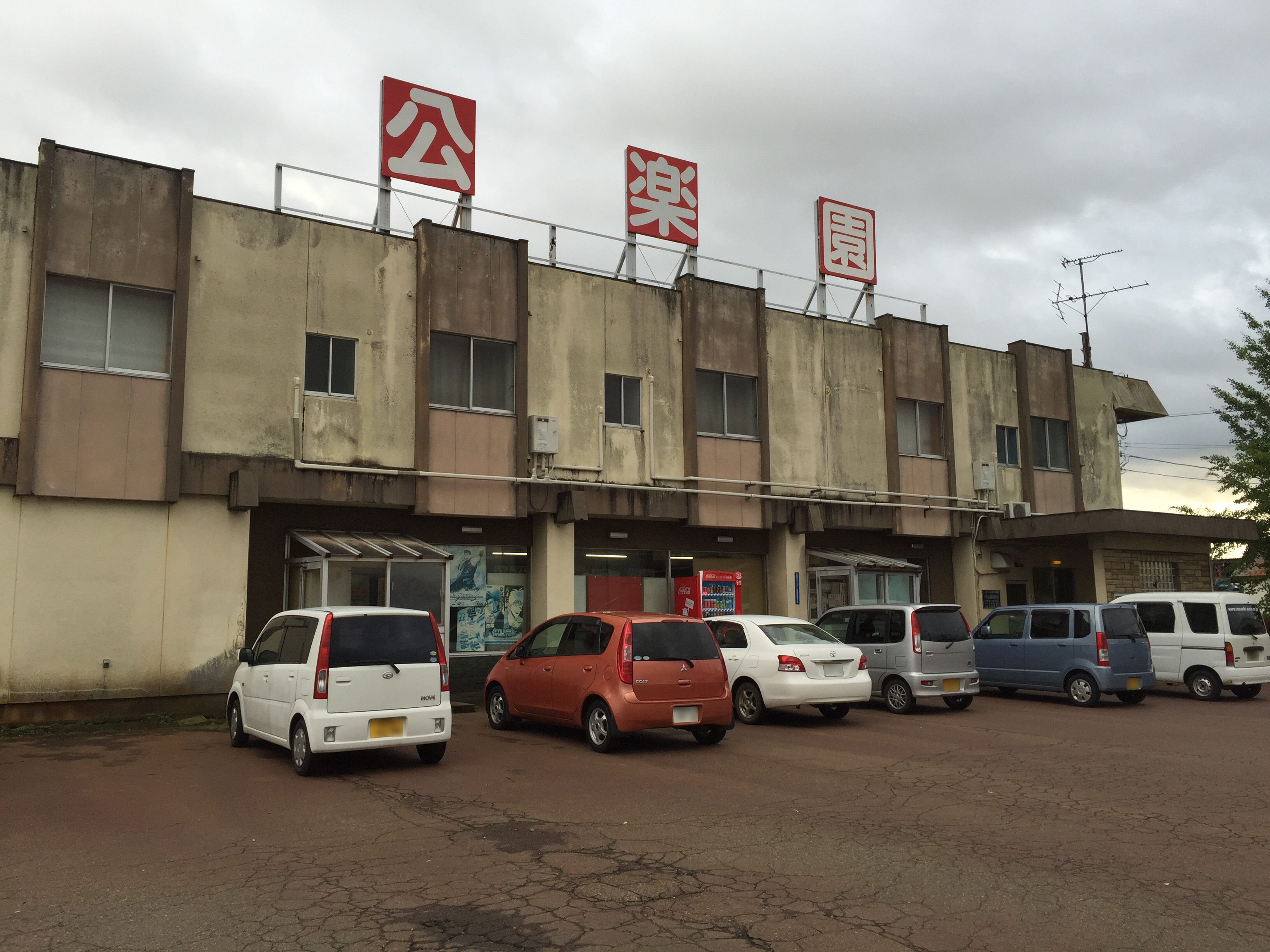
公楽園（2015年9月撮影）。現在は屋上の看板は撤去されている。

公楽園（こうらくえん）は、新潟県燕市熊森にあるドライブイン兼ホテル。

## 概要

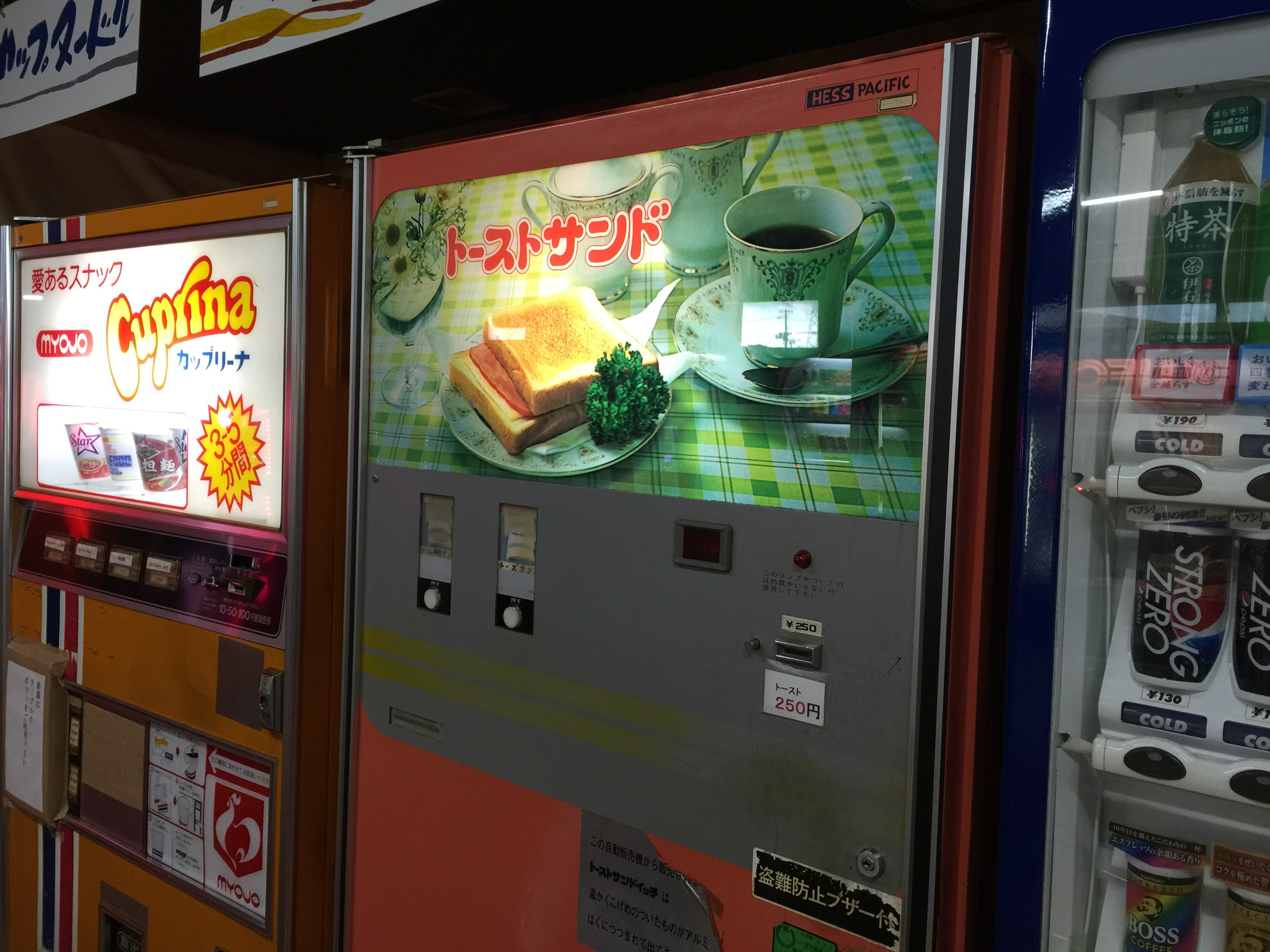
トーストサンドの自動販売機

開店は1976年（昭和51年）。国道116号が燕市内に開通してまもなく、先代の経営者が「これからは車で来店してもらう時代だ」と考えて開店した。1階はオートレストラン、2階はホテルになっている。1階と2階の入口は別々になっている。元々は1階だけを作る予定だったが、思い付きから2階を追加したためこのような構造になった。
様々なレトロ自動販売機が稼働しているが、中でも、設置されているトーストサンドの自動販売機は名物となっており、開店間もない頃から設置されており今も現役で稼働している。従業員がマーガリンを食パンに塗って、具材を挟んでアルミホイルで包んでいる。トーストサンドの自動販売機は、新潟県内には「公楽園」と、新潟市北区にある「ポピーとよさか」の2箇所にあるが、新潟県以北にはないため、「北限のトースト」とされる。レトロ自動販売機の中には500円玉が流通する1982年（昭和57年）より前から稼働しているものもあるため、500円玉が使えないものもある。1階にはレトロ自動販売機のコーナーとともにゲームコーナーがある。UFOキャッチャーにはアダルトグッズが入れられている。利用客は、地域住民の他に、場所柄、長距離ドライバーも多い。

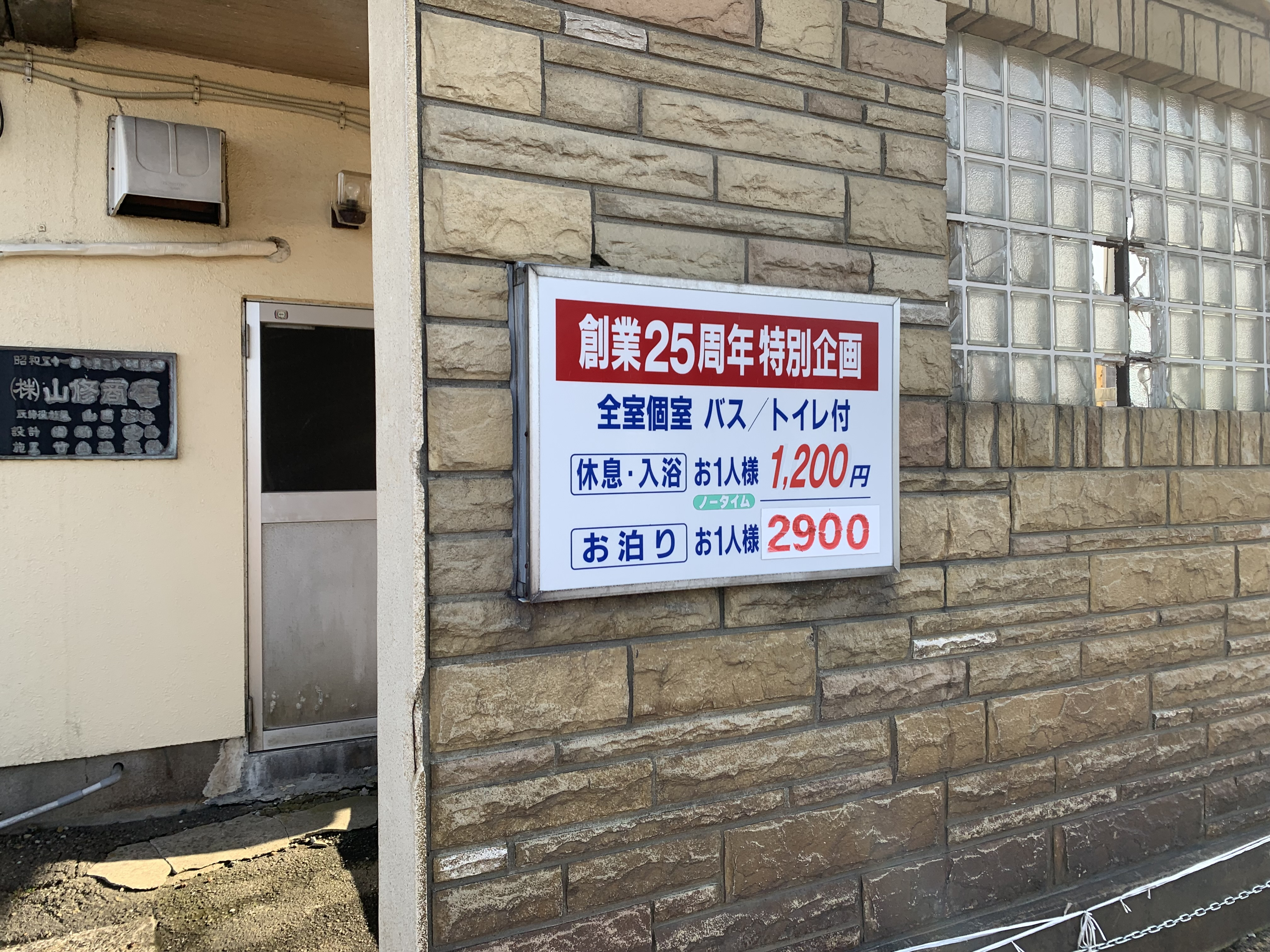
「創業25周年特別企画」の看板

ホテルは、ラブホテルのようであるが普通のホテルである。クッションの角がちぎれていたり、絨毯にシミがあったり、風呂の塗装が剥がれていたりしているが、そのレトロさが人気の柱となっている。
2001年（平成13年）に「創業25周年特別企画」となる特別料金を設定し、料金はその後変更になったものの、2024年までその企画が続いた。

## メディア
- NHK『ドキュメント72時間』2015年7月31日放送回「田んぼの中のオアシスホテル」[10]
- テレビ東京『日本ボロ宿紀行』第1話「公楽園」[11] - 第1話の舞台となっている[12][9][13]。
- 日本テレビ放送網『世界の果てまでイッテQ!』2022年4月3日放送回「デヴィ夫人・出川の諸国漫遊記 in 新潟県・長野県」[14]
- BSN新潟放送『土曜ランチTV なじラテ。』2024年2月17日放送回「麦島中継 今会いに行きます！」[15]
- テレビ朝日『ナニコレ珍百景』2025年4月13日放送回「昭和にタイムスリップ珍百景」[16]

## アクセス
JR分水駅から徒歩35分